# 국가보위입법회의
국가보위입법회의(國家保衛立法會議)는 12·12 군사 반란, 5.17 쿠데타 이후 대한민국의 정권을 장악한 전두환의 신군부가 1980년 10월 27일에 설치한 임시 입법 기구이다.
국가보위입법회의 설치의 법적 근거인 국가보위입법회의법은 1980년 10월 27일 남덕우 당시 국무총리가 대통령 전두환을 대리하여 주재한 국가보위비상대책위원회(국보위) 회의에서 통과되었다. 대통령 자문기구로서 입법권이 없던 국보위에서 의결된 이 법안은 무효라는 주장 도 있다.
법안 통과 이튿날인 10월 28일부터 이듬해 대한민국 제11대 국회가 개원하기 전날인 1981년 4월 10일까지 존속하면서 제5공화국 수립을 위한 법적 토대를 마련했다. 사실상 신군부의 어용 기관이었던 국가보위입법회의는 156일의 활동 기간 동안 215건의 안건을 접수하여 모두 가결하였다. 일부 정치권 인사들의 정치 활동을 한시적으로 금지하는 정치활동규제법을 비롯하여 언론기본법, 국가보안법 개정안, 노동법 개정안, 집회 및 시위에 관한 법률 개정안, 새 헌법에서 규정된 대통령 간선제를 위한 선거법안 등, 국가보위입법회의에서 통과시킨 법안들은 악법 시비나 각종 논란이 끊이지 않는 경우가 많았다.
이 기관에는 대통령이 임명한 공무원, 종교계, 학계, 군부 인사, 전몰군경 유가족 등 각계의 인물 81명이 참여했고, 의장은 이호 전 법무부 장관이 맡았다.
제5공화국 헌법 부칙 제6조 제3항은 “국가보위입법회의가 제정한 법률과 이에 따라 행하여진 재판 및 예산 기타 처분 등은 그 효력을 지속하며, 이 헌법 기타의 이유로 제소하거나 이의를 할 수 없다.”고 규정한 바 있다. 그러나, 1989년 대한민국의 헌법재판소는 “구 헌법의 기본권보장 규정과도 모순, 충돌되는 것이었던 만큼 현행 헌법에서는 국민의 민주화 요구에 부응하여 반성적 견지에서 제소금지 조항을 승계하지 않았다고 봐야 할 것이고, 따라서 모든 국민은 아무런 제약이 따르지 않는 기본권에 의하여 언제 어떤 절차로 만들어졌느냐에 관계 없이 모든 법률에 대하여 법정절차에 의해서 그 위헌성 유무를 따지는 것이 가능하다고 할 것이다.”라고 하여 해당 조항의 효력을 부정하였다.
1980년 11월 12일 국가보위입법회의는 정치인 835명을 정치규제 대상자로 발표했다. 이들 가운데 569명이 재심을 청구했고 그 가운데 268명이 구제됐다. 정치인들이 재심을 청구해 규제대상에서 풀린다는 건 5공에 대한 협조를 전제로 하는 것이었기 때문에, 신군부의 이런 조치는 관제야당 창당의 토대를 마련해 주었다.

## 입법의원 명단

### 정계 (20명)
| - 정래혁 (제10대 국회의원·민주공화당) - 박명근 (제10대 국회의원·민주공화당) - 남재희 (제10대 국회의원·민주공화당) - 정석모 (제10대 국회의원·민주공화당) - 장승태 (제10대 국회의원·민주공화당) - 채문식 (제10대 국회의원·신민당) - 한영수 (제10대 국회의원·신민당) - 고재청 (제10대 국회의원·신민당) - 유한열 (제10대 국회의원·신민당) - 오세응 (제10대 국회의원·신민당) | - 손세일 (전 동아일보 논설위원) - 권중돈 (전 국방부 장관·신민당) - 유옥우 (전 신민당 의원) - 김윤환 (제10대 국회의원·유정회) - 신상초 (제10대 국회의원·유정회) - 이종률 (제10대 국회의원·유정회) - 김철 (구 통일사회당) - 이태구 (구 통일당) - 조종호 (윤보선 전 대통령 비서실장) - 진의종 (전 보건사회부 장관) |

### 경제계 (3명)
| - 정수창 (대한상공회의소 회장) - 유기정 (중소기협 회장) | - 박태준 (한국철강협회 회장) |

### 학계 (13명)
| - 김상협 (고려대 총장) - 정의숙 (이화여대 총장) - 권이혁 (서울대 총장) - 서명원 (충남대 총장) - 안세희 (연세대 총장) - 박봉식 (서울대 교수·국제정치학) - 박승재 (한양대 교수·정치학) | - 김대환 (이화여대 교수·사회학) - 나창주 (안보연구원장·정치학) - 김만제 (한국개발원장·경제학) - 한기춘 (전 연세대 교수·경제학) - 박일경 (명지대 교수·헌법) - 윤근식 (성균관대 교수·정치학) |

### 법조계 (8명)
| - 정희택 (변호사) - 김태청 (변호사) - 이진우 (변호사) - 윤길중 (변호사) | - 김사용 (변호사) - 이병호 (변호사) - 이범렬 (변호사) - 임영득 (변호사) |

### 종교계 (8명)
| - 강신명 (목사) - 이병주 (성균관 재단이사장) - 이영복 (천도교·교령) - 서경보 (불교·철학박사) | - 조향록 (목사) - 전달출 (신부·매일신문 사장) - 김봉학 (YMCA 이사장) - 이종흥 (신부) |

### 여성계 (4명)
| - 김정례 (여성유권자연맹 회장) - 김행자 (이화여대 교수·정치학) | - 안목단 (군경미망인회 회장) - 이경숙 (숙명여대 교수·정치학) |

### 노동계 (1명)
| - 정한주 (노총 위원장) |

### 문화·사회계 (9명)
| - 이호 (대한적십자사 총재) - 송지영 (문예진흥원장) - 정범석 (대한교련 회장) - 박인각 (이북5도 대표) - 김준 (새마을연수원장) | - 권정달 (예비역 장성) - 박윤종 (전 광주시장) - 이정식 (실업인) - 이종찬 (전 주영참사관) |

### 언론계 (3명)
| - 방우영 (조선일보사 사장) - 이원경 (합동통신사 회장) | - 이진희 (문화·경향 사장) |

### 향군대표 (2명)
| - 이맹기 (재향군인회 회장) | - 이형근 (반공연맹 이사장) |

### 국보위 대표 (10명)
| - 이광노 (전 국보위 내무위원장) - 이기백 (전 국보위 운영위원장) - 심유선 (전 국보위 재무위원장) - 조영길 (전 국보위 보사위원장) - 이우재 (전 국보위 교통위원장) | - 김영균 (전 국보위 법사위원장) - 노재원 (전 국보위 외무위원장) - 박종문 (전 국보위 농수산위원장) - 정태수 (전 국보위 문공위원장) - 서동렬 (전 국보위 국방연락실장) |

## 의장단
1980년 10월 29일 국회의사당에서 의장단 선거를 진행한 결과 이호 전 법무부 장관이 의장에, 정래혁 전 국방부 장관과 채문식 전 의원이 부의장에 당선되었다.

### 의장
| 후보   | 소속   | 표수 | %     | 비고 |
| ------ | ------ | ---- | ----- | ---- |
| 이호   | 무소속 | 75   | 92.59 | 당선 |
| 권중돈 | 무소속 | 1    | 1.23  |      |
| 무효   | 무효   | 1    | 1.23  |      |
| 결석   | 결석   | 4    | 4.94  |      |
| 재적   | 재적   | 81   | 100   |      |

### 민주공화당 출신 몫 부의장
| 후보   | 소속   | 표수 | %     | 비고 |
| ------ | ------ | ---- | ----- | ---- |
| 정래혁 | 무소속 | 71   | 87.65 | 당선 |
| 송지영 | 무소속 | 1    | 1.23  |      |
| 채문식 | 무소속 | 1    | 1.23  |      |
| 장승태 | 무소속 | 1    | 1.23  |      |
| 무효   | 무효   | 3    | 3.70  |      |
| 결석   | 결석   | 4    | 4.94  |      |
| 재적   | 재적   | 81   | 100   |      |

### 신민당 출신 몫 부의장
| 후보   | 소속   | 표수 | %     | 비고 |
| ------ | ------ | ---- | ----- | ---- |
| 채문식 | 무소속 | 69   | 85.19 | 당선 |
| 고재청 | 무소속 | 1    | 1.23  |      |
| 김상협 | 무소속 | 1    | 1.23  |      |
| 송지영 | 무소속 | 1    | 1.23  |      |
| 권정달 | 무소속 | 1    | 1.23  |      |
| 무효   | 무효   | 4    | 4.94  |      |
| 결석   | 결석   | 4    | 4.94  |      |
| 재적   | 재적   | 81   | 100   |      |

## 같이 보기
- 국가보위비상대책위원회
- 12·12 군사 반란
- 전두환
- 광주 민주화 운동
- 국가재건최고회의
- 5.17 쿠데타
- 노태우